# Liga de Estrellas de Irak 2024-25
La Liga de Estrellas de Irak 2024-25 fue la 50.ª edición del torneo más importante de fútbol en Irak, desde su establecimiento, y la 2.ª temporada de la nueva etapa profesional conocida como Liga de Estrellas de Irak. El torneo comenzó el 20 de septiembre de 2024 y terminó el 4 de julio de 2025.

## Equipos
Al-Hedood

Al-Kahraba

Al-Karkh

Al-Naft

Al-Quwa Al-Jawiya

Al-Shorta

Al-Talaba

Al-Zawraa

Participaron 20 equipos, 18 participantes de la temporada anterior y dos ascendidos de Segunda División. Diyala y Al-Karma remplazaron a los descendidos Amanat Baghdad y Naft Al-Wasat.

### Datos generales
Equipos ordenados alfabéticamente.
| Club              | Entrenador         | Ciudad    | Estadio                          | Aforo  |
| ----------------- | ------------------ | --------- | -------------------------------- | ------ |
| Al-Hedood         | Thair Jassam       | Bagdad    | Estadio Al-Shaab                 | 34 200 |
| Al-Kahraba        | Radhi Shenaishil   | Bagdad    | Estadio Al-Zawraa                | 15 443 |
| Al-Karkh          | Ahmad Abdul-Jabar  | Bagdad    | Estadio Al Karkh                 | 5000   |
| Al-Karma          | Ahmed Khalef       | Al-Karmah | Estadio Al-Ramadi                | 10 000 |
| Al-Minaa          | Hussam Al Sayed    | Basora    | Estadio Olímpico Al-Minaa        | 32 000 |
| Al-Naft           | Adel Nima          | Bagdad    | Estadio Al-Madina                | 32 000 |
| Al-Najaf          | Abdul-Ghani Shahad | Náyaf     | Estadio Internacional Al-Najaf   | 30 000 |
| Al-Qasim          | Ayman Hakeem       | Kerbala   | Estadio Internacional de Karbala | 30 000 |
| Al-Quwa Al-Jawiya | Luay Salah         | Bagdad    | Estadio Al-Shaab                 | 34 200 |
| Al-Shorta         | Mohamed Azima      | Bagdad    | Estadio Al-Shaab                 | 34 200 |
| Al-Talaba         | Basim Qasim        | Bagdad    | Estadio Al-Madina                | 32 000 |
| Al-Zawraa         | Essam Hamad        | Bagdad    | Estadio Al-Zawraa                | 15 443 |
| Diyala            | Yamen Zelfani      | Baquba    | Estadio Al-Madina                | 32 000 |
| Dohuk             | Mesut Meral        | Duhok     | Estadio de Duhok                 | 22 800 |
| Erbil             | Hussein Murshid    | Erbil     | Estadio Franso Hariri            | 25 000 |
| Karbala           | Hassan Ahmed       | Kerbala   | Estadio Internacional de Karbala | 30 000 |
| Naft Al-Basra     | Salim Nayrouz      | Basora    | Al-Fayhaa Stadium                | 10 000 |
| Naft Maysan       | Ali Abdul-Jabbar   | Amara     | Maysan Olympic Stadium           | 25 000 |
| Newroz            | Qahtan Chathir     | Solimania | Estadio Franso Hariri            | 25 000 |
| Zakho             | Talal Al-Bloushi   | Zakho     | Zakho International Stadium      | 20 000 |

## Desarrollo

### Clasificación
| Pos. | Equipo            | Pts. | PJ | G  | E  | P  | GF | GC | Dif. | Clasificación 2025-26                                |
| ---- | ----------------- | ---- | -- | -- | -- | -- | -- | -- | ---- | ---------------------------------------------------- |
| 1    | Al-Shorta (C)     | 87   | 38 | 26 | 9  | 3  | 75 | 23 | +52  | Fase de liga de la Liga de Campeones Élite de la AFC |
| 2    | Al-Zawraa         | 77   | 38 | 23 | 8  | 7  | 53 | 28 | +25  | Fase de grupos de la Liga de Campeones 2 de la AFC   |
| 3    | Zakho             | 71   | 38 | 20 | 11 | 7  | 57 | 25 | +32  |                                                      |
| 4    | Al-Talaba         | 63   | 38 | 18 | 9  | 11 | 40 | 27 | +13  |                                                      |
| 5    | Al-Quwa Al-Jawiya | 60   | 38 | 17 | 9  | 12 | 51 | 43 | +8   |                                                      |
| 6    | Al-Naft           | 59   | 38 | 15 | 14 | 9  | 32 | 27 | +5   |                                                      |
| 7    | Dohuk             | 57   | 38 | 16 | 9  | 13 | 47 | 41 | +6   |                                                      |
| 8    | Al-Karma          | 56   | 38 | 15 | 11 | 12 | 43 | 35 | +8   |                                                      |
| 9    | Newroz            | 53   | 38 | 14 | 11 | 13 | 46 | 41 | +5   |                                                      |
| 10   | Al-Qasim          | 52   | 38 | 13 | 13 | 12 | 43 | 43 | 0    |                                                      |
| 11   | Naft Maysan       | 51   | 38 | 14 | 9  | 15 | 42 | 46 | −4   |                                                      |
| 12   | Erbil             | 50   | 38 | 15 | 5  | 18 | 49 | 61 | −12  |                                                      |
| 13   | Al-Kahraba        | 49   | 38 | 12 | 13 | 13 | 39 | 41 | −2   |                                                      |
| 14   | Al-Najaf          | 46   | 38 | 11 | 13 | 14 | 37 | 36 | +1   |                                                      |
| 15   | Al-Karkh          | 46   | 38 | 12 | 10 | 16 | 40 | 49 | −9   |                                                      |
| 16   | Al-Minaa          | 43   | 38 | 11 | 10 | 17 | 39 | 44 | −5   |                                                      |
| 17   | Diyala            | 41   | 38 | 10 | 11 | 17 | 31 | 50 | −19  |                                                      |
| 18   | Naft Al-Basra (D) | 33   | 38 | 8  | 9  | 21 | 32 | 57 | −25  | Promoción de permanencia                             |
| 19   | Al-Hedood (D)     | 26   | 38 | 8  | 2  | 28 | 37 | 79 | −42  | Descenso de categoría                                |
| 20   | Karbala (D)       | 22   | 38 | 4  | 10 | 24 | 26 | 66 | −40  | Descenso de categoría                                |

Actualizado a los partidos jugados el 4 de julio de 2025.
 Fuente: BeSoccer
Notas:
1. ↑  Al-Zawraa clasificó a la Liga de Campeones 2 de la AFC debido a que el campeón de la Copa de Irak, Dohuk, no obtuvo la licencia de la AFC para participar en competiciones continentales.[5]

### Resultados
| Local \ Visitante | HUD | KAH | KKH | KRM | MIN | NFT | NJF | QSM | QWJ | SHR | TLB | ZWR | DYL | DHK | ERB | KRB | NFB | NFM | NEW | ZAK |
| ----------------- | --- | --- | --- | --- | --- | --- | --- | --- | --- | --- | --- | --- | --- | --- | --- | --- | --- | --- | --- | --- |
| Al-Hedood         |     | 2–1 | 2–1 | 0–3 | 3–2 | 0–1 | 0–1 | 2–4 | 2–3 | 0–1 | 1–3 | 0–2 | 1–0 | 1–4 | 0–1 | 0–1 | 0–3 | 1–0 | 1–2 | 1–3 |
| Al-Kahrabaa       | 1–2 |     | 2–0 | 4–1 | 2–1 | 1–1 | 0–0 | 2–1 | 0–0 | 0–1 | 1–2 | 0–1 | 1–1 | 1–0 | 3–1 | 1–1 | 2–0 | 1–0 | 2–1 | 0–3 |
| Al-Karkh          | 1–1 | 1–1 |     | 0–1 | 1–1 | 1–1 | 1–0 | 0–0 | 1–1 | 1–2 | 1–4 | 2–1 | 3–1 | 2–4 | 2–4 | 2–1 | 1–0 | 0–2 | 2–2 | 1–1 |
| Al-Karma          | 3–1 | 1–1 | 0–1 |     | 0–1 | 0–2 | 1–0 | 1–0 | 2–1 | 0–4 | 1–1 | 0–0 | 0–0 | 1–0 | 1–0 | 0–0 | 0–0 | 1–2 | 2–0 | 0–0 |
| Al-Minaa          | 2–1 | 0–2 | 1–2 | 0–2 |     | 2–0 | 1–1 | 0–0 | 2–2 | 0–1 | 1–2 | 1–0 | 3–0 | 1–1 | 3–0 | 3–1 | 2–0 | 1–0 | 1–5 | 0–0 |
| Al-Naft           | 2–0 | 0–0 | 1–0 | 0–0 | 1–0 |     | 0–0 | 1–0 | 0–1 | 0–2 | 0–0 | 2–1 | 2–0 | 1–0 | 0–2 | 1–0 | 2–0 | 0–0 | 1–1 | 2–0 |
| Al-Najaf          | 3–1 | 2–0 | 0–1 | 0–3 | 3–2 | 1–1 |     | 1–0 | 4–0 | 0–0 | 2–0 | 1–2 | 2–0 | 0–1 | 1–2 | 3–2 | 0–0 | 4–1 | 0–1 | 0–0 |
| Al-Qasim          | 3–2 | 0–0 | 1–1 | 1–3 | 0–0 | 0–0 | 1–2 |     | 1–1 | 2–2 | 0–0 | 2–0 | 0–1 | 2–1 | 4–0 | 1–0 | 2–1 | 1–2 | 1–0 | 0–2 |
| Al-Quwa Al-Jawiya | 2–0 | 2–2 | 0–1 | 1–0 | 2–1 | 0–0 | 3–0 | 0–1 |     | 1–2 | 1–1 | 1–2 | 1–1 | 4–0 | 1–2 | 1–0 | 2–1 | 4–2 | 2–0 | 1–0 |
| Al-Shorta         | 3–1 | 2–0 | 1–0 | 2–2 | 1–1 | 4–0 | 1–0 | 2–2 | 4–0 |     | 1–0 | 0–1 | 1–0 | 0–0 | 4–1 | 4–0 | 3–1 | 3–3 | 2–2 | 0–1 |
| Al-Talaba         | 1–0 | 1–0 | 1–0 | 2–0 | 1–0 | 1–0 | 2–1 | 1–0 | 1–1 | 0–2 |     | 1–2 | 0–0 | 0–0 | 2–1 | 2–0 | 0–1 | 1–1 | 3–1 | 0–0 |
| Al-Zawraa         | 3–2 | 3–0 | 2–1 | 2–0 | 2–1 | 3–1 | 1–1 | 1–2 | 3–1 | 0–0 | 1–0 |     | 1–0 | 1–2 | 4–0 | 1–0 | 3–0 | 1–0 | 1–0 | 2–3 |
| Diyala            | 2–0 | 1–2 | 2–0 | 0–0 | 1–1 | 0–0 | 0–0 | 0–1 | 2–1 | 0–6 | 0–1 | 1–1 |     | 2–1 | 1–0 | 1–0 | 2–2 | 3–1 | 1–4 | 1–4 |
| Duhok             | 1–1 | 0–0 | 1–3 | 3–1 | 1–1 | 1–0 | 1–1 | 2–0 | 1–0 | 1–3 | 1–0 | 0–1 | 3–1 |     | 0–1 | 2–1 | 1–0 | 0–0 | 1–4 | 1–0 |
| Erbil             | 3–1 | 4–3 | 1–3 | 1–1 | 0–1 | 2–3 | 0–0 | 0–1 | 0–2 | 0–2 | 1–0 | 1–1 | 2–1 | 2–1 |     | 3–1 | 4–1 | 3–2 | 0–1 | 0–0 |
| Karbala           | 2–3 | 0–0 | 1–1 | 0–2 | 1–0 | 2–4 | 1–1 | 3–3 | 1–4 | 0–1 | 0–2 | 1–3 | 2–2 | 1–2 | 0–2 |     | 2–1 | 1–3 | 0–0 | 1–0 |
| Naft Al-Basra     | 3–1 | 2–1 | 1–0 | 0–5 | 0–1 | 0–0 | 0–0 | 2–2 | 1–2 | 1–3 | 0–2 | 0–0 | 1–0 | 0–1 | 4–3 | 0–0 |     | 0–1 | 2–0 | 2–3 |
| Naft Maysan       | 3–1 | 2–0 | 1–2 | 3–2 | 2–0 | 0–0 | 3–1 | 0–1 | 0–1 | 0–4 | 1–0 | 0–2 | 0–1 | 0–2 | 1–1 | 0–0 | 1–0 |     | 1–0 | 1–1 |
| Newroz            | 1–2 | 1–1 | 1–0 | 1–3 | 1–0 | 0–1 | 2–1 | 1–1 | 0–1 | 0–1 | 1–0 | 1–1 | 2–1 | 3–1 | 2–0 | 1–0 | 1–1 | 2–2 |     | 0–0 |
| Zakho             | 4–0 | 0–1 | 2–0 | 1–0 | 1–0 | 2–1 | 1–0 | 6–2 | 2–0 | 2–0 | 2–1 | 0–0 | 0–1 | 2–2 | 3–1 | 5–0 | 2–1 | 0–1 | 1–1 |     |

## Máximos goleadores
- Actualizado al 4 de julio de 2025.
| Rank | Jugador            | Club      | Goles |
| ---- | ------------------ | --------- | ----- |
| 1    | Mohanad Ali        | Al-Shorta | 27    |
| 2    | Gustavo Henrique   | Zakho     | 17    |
| 2    | Marwan Hussein     | Newroz    | 17    |
| 4    | Saif Rashed Hameed | Al-Qasim  | 15    |
| 4    | Ifeanyi Eze        | Al-Karkh  | 15    |

## Promoción de permanencia
| 14 de julio de 2025 | Naft Al-Basra | 0:1 (0:0) | Amanat Baghdad   | Estadio Al-Shaab, Bagdad    |                             |
| 20:00 (UTC +3)      |               | Reporte   | Jabbar Karim 79' | Árbitro(s): Adham Makhadmeh | Árbitro(s): Adham Makhadmeh |

- Amanat Baghdad ascendió a la Liga de Estrellas de Irak, Naft Al-Basra descendió a la División 1 de Irak